# ノレイアの戦い
ノレイアの戦い（ノレイアのたたかい、英語: Battle of Noreia）は、紀元前112年にローマ属州のノリクムのノレイア(オーストリア・シュタイアーマルク州)近郊で起こった、キンブリ族、テウトネス族、 アンブロネス族の連合軍とローマ軍の戦いである。移住先を求め、ボイオリクス王とテウトボド王に率いられてノリクムに侵入したキンブリ族とテウトネス族（チュートン人）が、グナエウス・パピリウス・カルボ 率いるローマ軍を破った。この戦いを以て、10年以上続くキンブリ・テウトニ戦争が始まった。

## 背景
強国カルタゴを三度のポエニ戦争(紀元前264年-紀元前146年)で破った共和政ローマは地中海世界の大国となり、周辺勢力に対しても影響力を保ちつつそのうちの幾つかと同盟関係を構築していた。
紀元前100年より前、ユトランド半島、スカンディナヴィア半島南部（諸説あり）を出発したゲルマン系ともケルト系とも言われるキンブリ族が、テウトネス族やアンブロネス族と共に南東へ移動を開始した。ボイイ族 やスコルディスキ族などケルト系民族と戦いつつ南下し、紀元前113年にローマのノリクム属州(現オーストリア周辺)のドナウ川まで達した。現地にはローマの同盟国であるタウリスキ族が住んでいたが、侵入者を押し戻すことができずローマに助けを求めた。ローマの執政官 グナエウス・パピリウス・カルボ は要請に応じ、翌年軍団を率いてノリクムに向かい、アクイレイア近くの高台に陣地を構築した。

## 戦闘
カルニア・アルプスの峠に近付いたキンブリ族、テウトネス族に対し、近くの高台で備えを固めていたカルボは、タウリスキ族の土地から直ちに立ち退くように警告した。ローマの恐るべき力について伝え聞いていたキンブリ族のボイオリクス王らは、ローマ軍の規模と強固な防衛陣地を見て要求に応じた。しかし、勝利の栄光を欲したカルボは敵軍を逃がす気はもとよりなく、不意打ちで殲滅しようとした。キンブリ族とテウトネス族を国境まで送り届けるという名目でローマ軍から送り込まれた案内役は、「蛮族」たちを伏兵が潜む地点まで誘導した。斥候かスパイか、もしくは案内役が寝返ったことで、ボイオリクス王はカルボの策略に気づいた。裏切りに怒ったボイオリクス王はローマ軍と戦端を開き、ノレイア(オーストリア・シュタイアーマルク州)で両軍は激突した。モムゼン は「裏切られた者が裏切り者に勝ち、相当な損害を与えた」としている。突然襲った雷雨によって、ローマ軍はかろうじて全滅を免れた。

## 戦後
キンブリ族はカルボ以下ローマ軍を全滅させたと喧伝したが、カルボはわずかな生き残りの兵と共に何とか戦場から逃げ延びた。カルボは執政官としての面目を失い、元老院から弾劾されたが、国外追放まではされなかった。当時のローマでは敗軍の将を罰することはめったに無かったからだが、結局カルボは自殺した。敗戦の報を受けてローマは「蛮族」のイタリア侵攻に備えたが、キンブリ族とテウトネス族はガリアに向けて西進した。ガリアに侵入したキンブリ族とテウトネス族は、紀元前105年にアラウシオの戦いでローマ軍を全滅させることになる。